# Knudmose Huse
Knudmose Huse i Midtjylland, beliggende i Rind Sogn i Herning Kommune, er en samling af gårde i Lind bys nordøstre hjørne med skel mod Kollund by, Birk by og Herning by. Gårdene ligger langs Højmosen kaldet Knudmose og har eller havde således alle jord ud i mosen. Efter byggeri af Den Midtjyske Motorvej 2003-2005 er de største gårde nedrevet, og området er stærkt forandret.
|  | Denne artikel om lokaliteten Knudmose Huse kan blive bedre, hvis der indsættes et (bedre) billede. Du kan hjælpe ved at afsøge Wikimedia Commons for et passende billede eller lægge et op på Wikimedia Commons med en af de tilladte licenser og indsætte det i artiklen. |

56°07′00″N 9°00′03″Ø / 56.1167°N 9.0008°Ø